# NITRO CHiRAL
Nitro Chiral, gestileerd als NITRO CHiRAL of als Nitro+CHiRAL, is een Japanse computerspelontwikkelaar die werd opgericht in 2004. Het is een dochterbedrijf van Nitroplus en produceert visuele romans in de Yaoi-stijl.

## Geschiedenis
Het bedrijf bracht in 2005 hun eerste spel uit onder de titel Togainu no Chi. Het tweede spel, Lamento: ~BEYOND THE VOID~ werd uitgebracht in 2006. In 2008 werd Chiral Mori uitgebracht. Het spel bevat drie minigames met de personages uit hun eerste twee computerspellen. Hun derde spel, Sweet Pool, werd in 2008 uitgebracht. In hetzelfde jaar werd Togainu no Chi opnieuw uitgebracht op PlayStation 2 onder de naam Togainu no Chi True Blood maar met de erotische scènes weggelaten.
In 2010 werd Togainu no Chi uitgebracht voor de PSP als Togainu no Chi True Blood Portable. Nitro Chiral bracht in 2012 hun vierde spel uit, Dramatical Murder. In 2013 werd het vervolg, Dramatical Murder re:connect, uitgebracht. In 2014 werd een PlayStation Vita-versie van het oorspronkelijke spel, Dramatical Murder re:code, uitgebracht met alle erotische scènes vervangen. In 2015 kwamen iOS- en Android-versies van Togainu no Chi uit, gebaseerd op de Playstation 2-versie. In 2016 bracht Nitro Chiral vernieuwde versies van Togainu no Chi, Lamento: Beyond the Void en Sweet Pool uit die beter compatibel zijn met Windows 10.
THE CHiRAL NIGHT rhythm carnival, een muziekspel met personages en muziek uit eerdere Nitro Chiral-games, werd uitgebracht in 2017.
In 2021 bracht Nitro Chiral hun vijfde spel uit, Slow Damage. In hetzelfde jaar werd het browserspel Slow Damage: Clean Dishes uitgebracht. Het spel bevat dezelfde setting als Slow Damage maar volgt nieuwe personages.
Op 4 januari 2023 werd de naam officieel verandert van Nitro+CHiRAL (uitgesproken als "Nitro Plus Chiral") naar NITRO CHiRAL (uitgesproken als "Nitro Chiral"), samen met een nieuw logo.

## Vertalingen

### Engels
Op 4 juli 2018 werd tijdens Anime Expo aangekondigd dat JAST USA, onder hun JAST Blue label, Nitro Chiral computerspellen buiten Japan gaat publiceren en deze voor het eerst officieel vertaalt naar het Engels.
Op 14 juni 2021 kondigde JAST Blue aan dat ze de publicatie van Lamento -Beyond the Void- voor onbepaalde tijd zouden uitstellen.

### Chinees
Een Chinese vertaling van Togainu no Chi werd gepubliceerd door het Taiwanees bedrijf Weilai Shuwei op 29 juli 2017.
JAST blue publiceerde een Chinese vertaling van Dramatical Murder op 22 augustus 2022.

## Computerspellen
| Titel                            | Oorspronkelijke Japanse uitgave | Wereldwijde uitgave | Platform |
| -------------------------------- | ------------------------------- | ------------------- | --- |
| Togainu no Chi                   | 25 februari 2005                | 25 Februari 2020    | 2005 - Microsoft Windows 2008 - Playstation 2 2010 - PlayStation Portable 2015 - IOS 2015 - Android 2016 - Windows 10 |
| Lamento: ~Beyond the Void~       | 27 oktober 2006                 |                     | 2006 - Microsoft Windows 2016 - Windows 10                                                                            |
| Chiral Mori                      | 25 januari 2008                 |                     | 2008 - Windows 7 |
| Sweet Pool                       | 19 december 2008                | 19 december 2018    | 2008 - Microsoft Windows 2016 - Windows 10 2018 - PlayStation Vita                                                    |
| Dramatical Murder                | 23 maart 2012                   | 6 april 2021        | 2012 - Microsoft Windows 2014 - PlayStation Vita                                                                      |
| Dramatical Murder re:connect     | 26 april 2013                   |                     | 2012 - Microsoft Windows                                                                                              |
| THE CHiRAL NIGHT rhythm carnival | 11 augustus 2017                |                     | 2017 - Microsoft Windows                                                                                              |
| Slow Damage                      | 25 februari 2021                | 14 november 2022    | 2021 - Microsoft Windows                                                                                              |
| Slow Damage: Clean Dishes        | 27 april 2021                   |                     | 2021 - webbrowser |